# Семериков, Константин Анатольевич
Константин Анатольевич Семериков (род. 10 мая 1959, Нижний Тагил) — российский металлург, мэр Таганрога (2002—2003), генеральный директор ОАО «ТД ТМК», Заслуженный металлург РФ (1996).

## Биография
Родился 10 мая 1959 года в Нижнем Тагиле. В 1981 году окончил Московский институт стали и сплавов. В 1995 году окончил Таганрогский государственный радиотехнический университет по специальности «Организация предпринимательской деятельности». Рабочую биографию начал в 1979 году кошевым конверторного цеха на заводе «Криворожсталь». С 1981 по 2002 года работал на Таганрогском металлургическом заводе: помощник мастера, мастер, зам. начальника мартеновского цеха, председатель профсоюзного комитета завода (1986—1992), зам. генерального директора по экономической реформе, зам. генерального директора по экономическим вопросам, гл. экономист, зам. генерального директора по производству и финансам, зам. директора по маркетингу, директор по производству (1998—2002). Был депутатом городской Думы Таганрога созыва 2000 года.
В ноябре 2002 года, в связи с гибелью мэра Таганрога Сергея Шило, на заседании гордумы 7 голосами депутатов против 4 Константин Семериков был избран мэром Таганрога, и этот факт оказался «несколько неожиданным для руководства области».
С 2003 года работает в Трубной металлургической компании. На июль 2011 года занимает должности Первого заместителя Генерального директора — Исполнительного директора ОАО «ТМК», Генерального директора ЗАО "Торговый дом «ТМК», Члена Правления ОАО «ТМК».